# Primiz

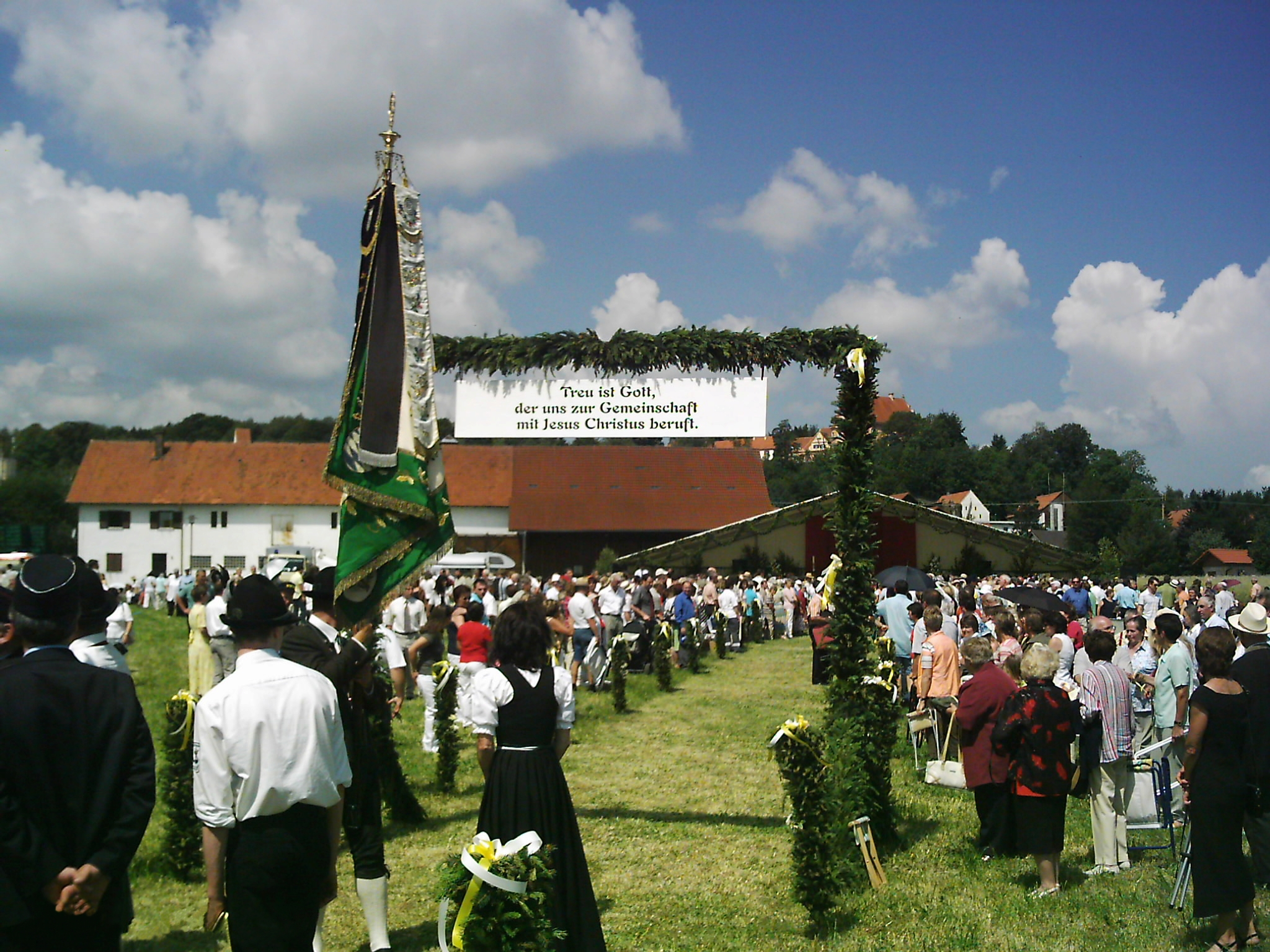
Primizgottesdienst in Osterberg

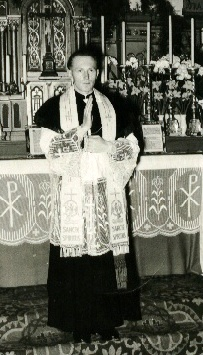
Primizsegen in Wilburgstetten 1956

Unter einer Primiz (lateinisch primitiae ‚Erstlingsfrüchte‘, ‚erster Ertrag‘) versteht man grundsätzlich die erste von einem römisch-katholischen Priester als Hauptzelebrant gefeierte heilige Messe.

## Seminar- oder Ordensprimiz
In der römisch-katholischen Kirche wird die Primiz in der Regel wenige Tage nach der Priesterweihe im Priesterseminar gefeiert, die sogenannte Seminarprimiz. Bei Ordensangehörigen wird dies ersetzt durch die Ordensprimiz. In der altkatholischen Kirche findet die Primiz dagegen im Regelfall in der Gemeinde statt, in welcher der oder die Neugeweihte zu jenem Zeitpunkt tätig ist.

## Heimatprimiz
In der Regel folgt an einem der darauffolgenden Sonntage eine feierliche Primiz in der Heimatgemeinde des Priesters, die Heimatprimiz. Dort sind im Regelfall weitere Priester oder Bischöfe anwesend.

## Primizregelungen

### Primizpredigt
Üblicherweise ist der neugeweihte Priester Zelebrant der Messe, und die Predigt wird von einem anderen (meist befreundeten) Priester gehalten. Thema dieser Predigt ist meist der Dienst des Priesters oder der Primizspruch. Es gilt als Ehre, die Primizpredigt halten zu dürfen. Häufig kommen dem Primizprediger weitere Aufgaben im Verlauf der Primizfeierlichkeiten zu. Zur Primiz erhalten die neugeweihten Priester Primizgewand, Primizkelch und Patene (Hostienschale).

### Primizspruch
Gewöhnlich wählt der Neupriester einen Vers, meist aus der Bibel oder manchmal bei Ordenspriestern aus einer Ordensregel, unter den er sein priesterliches Wirken stellt.

### Primizsegen

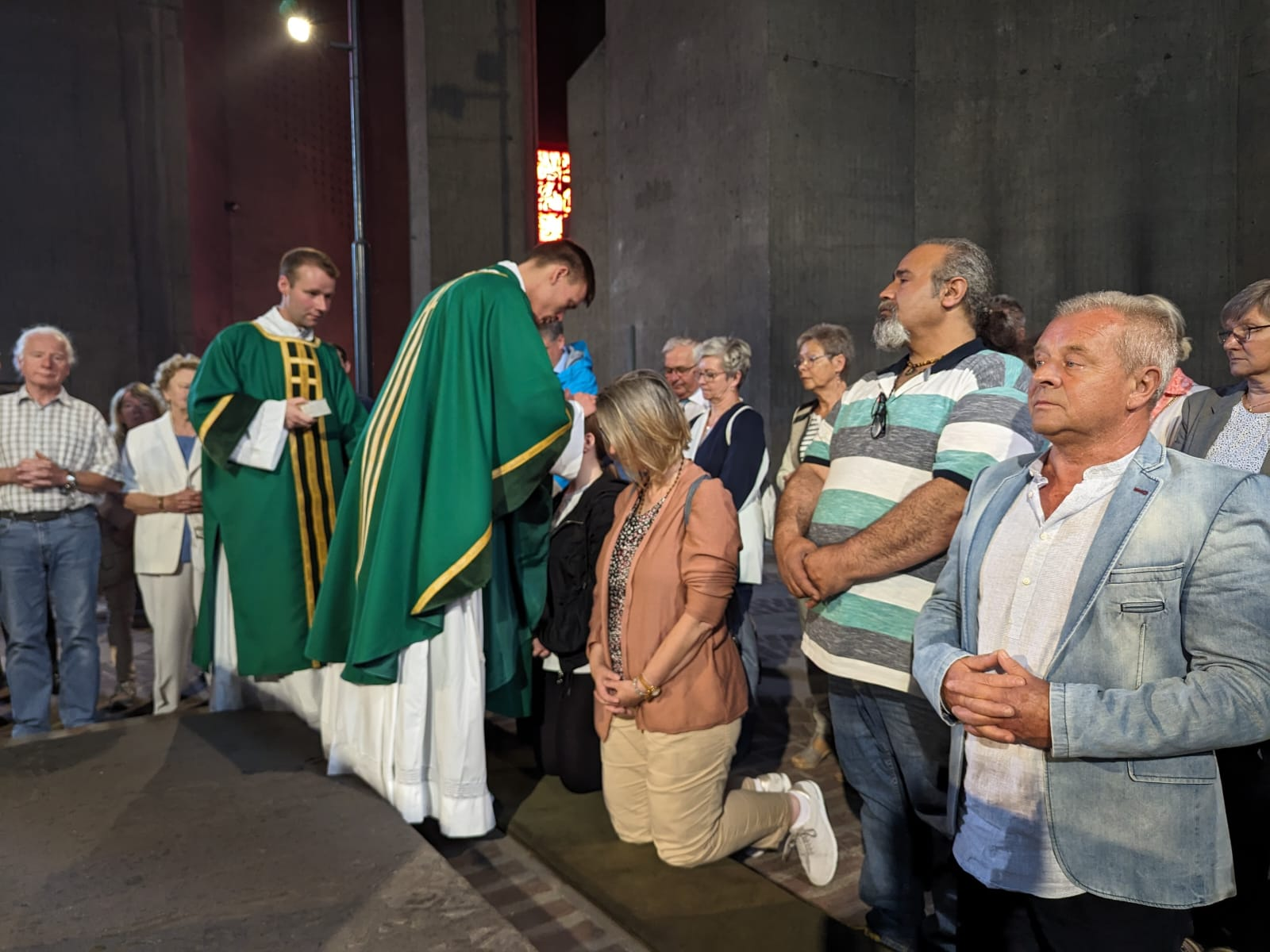
Persönlicher Primizsegen im Mariendom Neviges, 2023

Der Primizsegen wird in zweifacher Form gespendet: allgemein und persönlich. Der Primizsegen steht als „Erstlingssegen des Priesters“ in hohen Ehren. Am Ende der Primizmesse ersetzt der allgemeine Primizsegen den Schlusssegen der Messe.
In der römisch-katholischen Kirche hat Papst Paul VI. jedem Primizianten die Möglichkeit eingeräumt, den Segen einmal als päpstlichen Segen zu spenden. In Verbindung mit ihm kann der Gläubige bei entsprechender Disposition einen vollkommenen Ablass der zeitlichen Sündenstrafen erlangen. In der Regel macht der Primiziant davon bei der Heimatprimiz Gebrauch und verwendet die feierliche Segensform des Päpstlichen Segens.

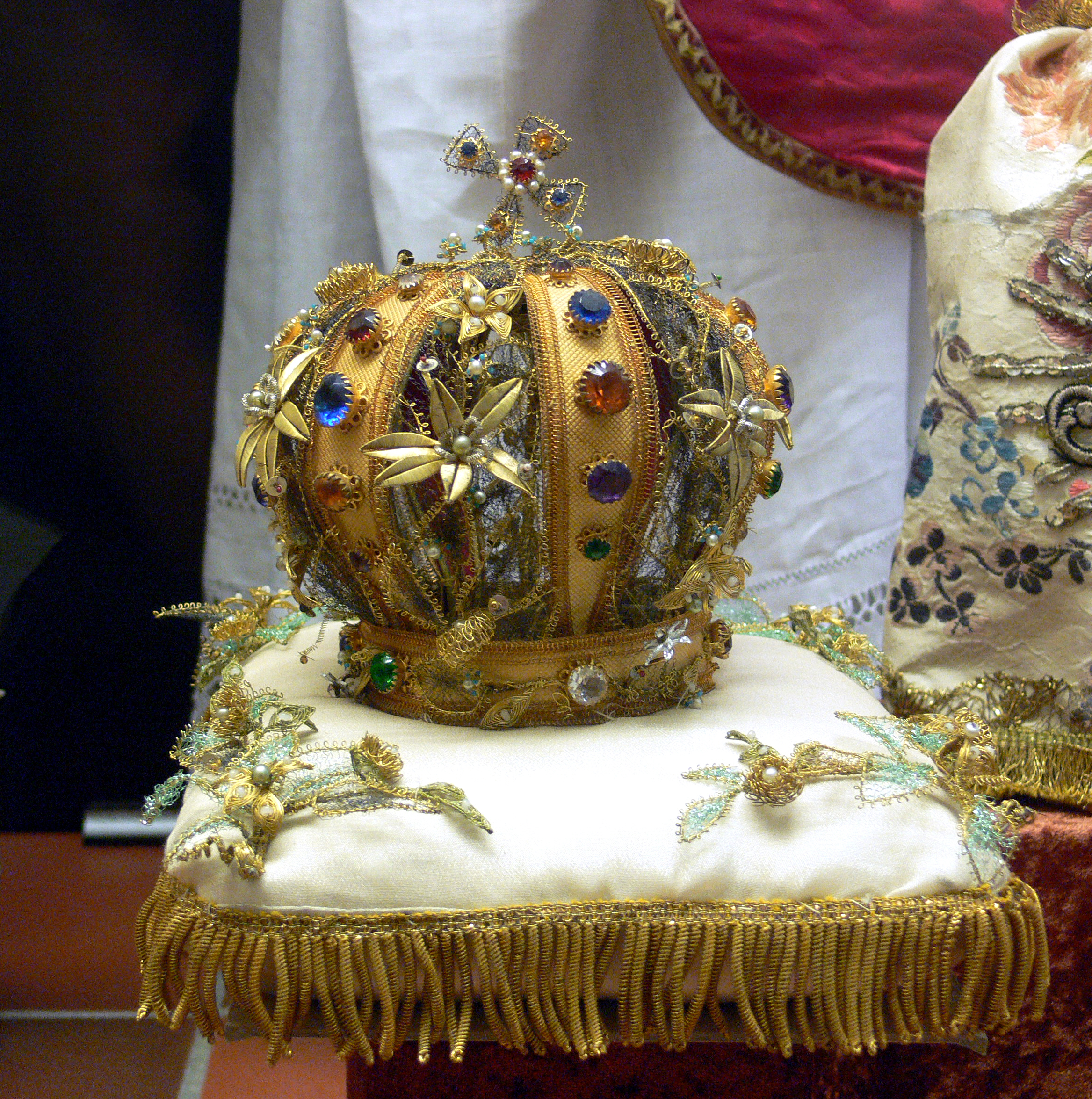
Primizkrone, um 1930

In der altkatholischen Tradition gibt es keine liturgischen Texte für den Primizsegen. Der Primiziant formuliert bei der Spendung im Regelfall einen individuellen Segen.
Nach dem Ende der Messfeier bzw., wenn sich ein Gemeindefest anschließt, bei der Dankandacht spendet der Neupriester zuerst den anwesenden Geistlichen und danach der ganzen Gemeinde den Einzelprimizsegen. Er legt den Gläubigen die Hände auf und segnet unter Anrufung der Heiligen jeden einzeln.

Der übliche Primizsegen lautet: 

„Durch die Ausbreitung meiner Hände und durch die Anrufung der seligen Jungfrau Maria, des heiligen N. und aller Heiligen segne und behüte dich der allmächtige Gott, der Vater und der Sohn und der Heilige Geist. Amen.“

Früher sagte der Volksmund, dass es sich für einen Primizsegen lohnt, ein Paar Schuhe durchzulaufen.

### Nachprimiz
Feiert der Priester an anderem Ort, etwa an einer früheren Wirkungsstätte, noch einmal eine Primiz, spricht man von „Nachprimiz“, von denen es auch mehrere geben kann. Meist finden diese in den ersten Wochen und Monaten nach der Weihe statt. Der Neupriester kann jedoch aus kirchenrechtlicher Sicht bis zur nächsten Priesterweihe des Bistums oder des Ordens, dem der Neupriester angehört, Nachprimizen halten.

## Brauchtum

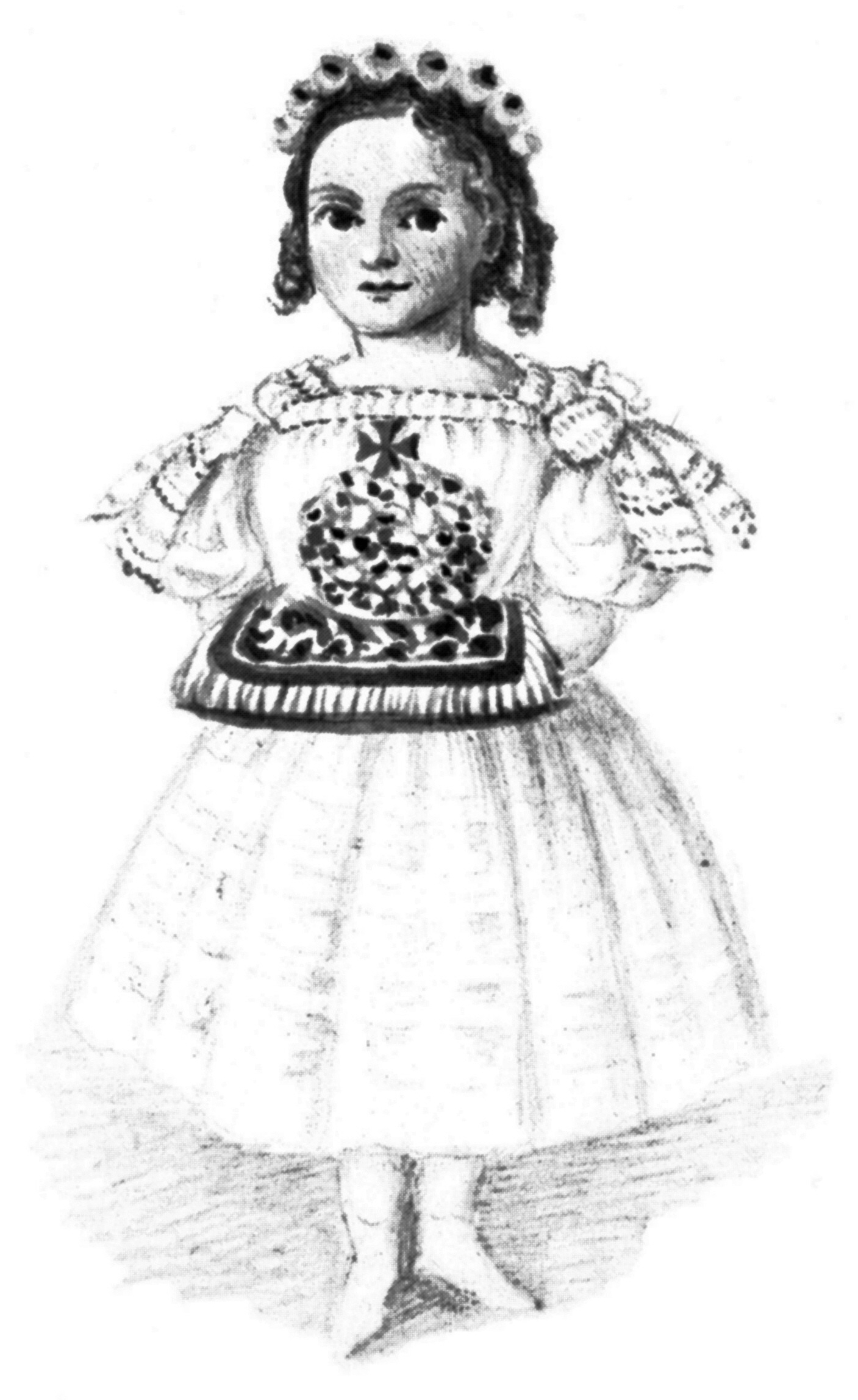
„Geistliche Braut“ mit Primizkrone, Oberschwaben, Mitte 19. Jahrhundert

Primizen wurden bis ins 20. Jahrhundert – unter Einbeziehung der gesamten Pfarrgemeinde – ähnlich wie Hochzeiten gefeiert. Der Neupriester zog von seinem Elternhaus in einer Prozession zur Kirche. Eine in weiß gekleidete „Primizbraut“ (auch „geistliche Braut“) trug auf einem edlen Kissen eine „Primizkrone“ oder einen Kelch voraus.
Teilweise ist üblich, dass die Gemeinde einen dekorativen „Triumphbogen“ errichtete, durch den der Neupriester in den Ort oder die Kirche einzieht. Vielfach werden auch Andachtsbildchen mit Datum und Ort der Priesterweihe und Primizfeier und der Bitte um das Gebet auf der Rückseite verteilt.
Oftmals erhalten Priester zu ihrer Primiz Geschenke, die mit ihrem künftigen Amt in Verbindung stehen, etwa einen Messkelch oder liturgische Gewänder. Auch Ausstattungsstücke und Möbel für den neu zu begründenden Haushalt waren üblich, sofern der Priester nicht auch Angehöriger eines Ordens war.